# میکواشه
میکواشه (به لاتین: Mikłasze) یک روستا در لهستان است که در گمینا اورلا واقع شده‌است. میکواشه ۱۸۲ نفر جمعیت دارد.